# Albizzi

Das Wappen der Albizzi

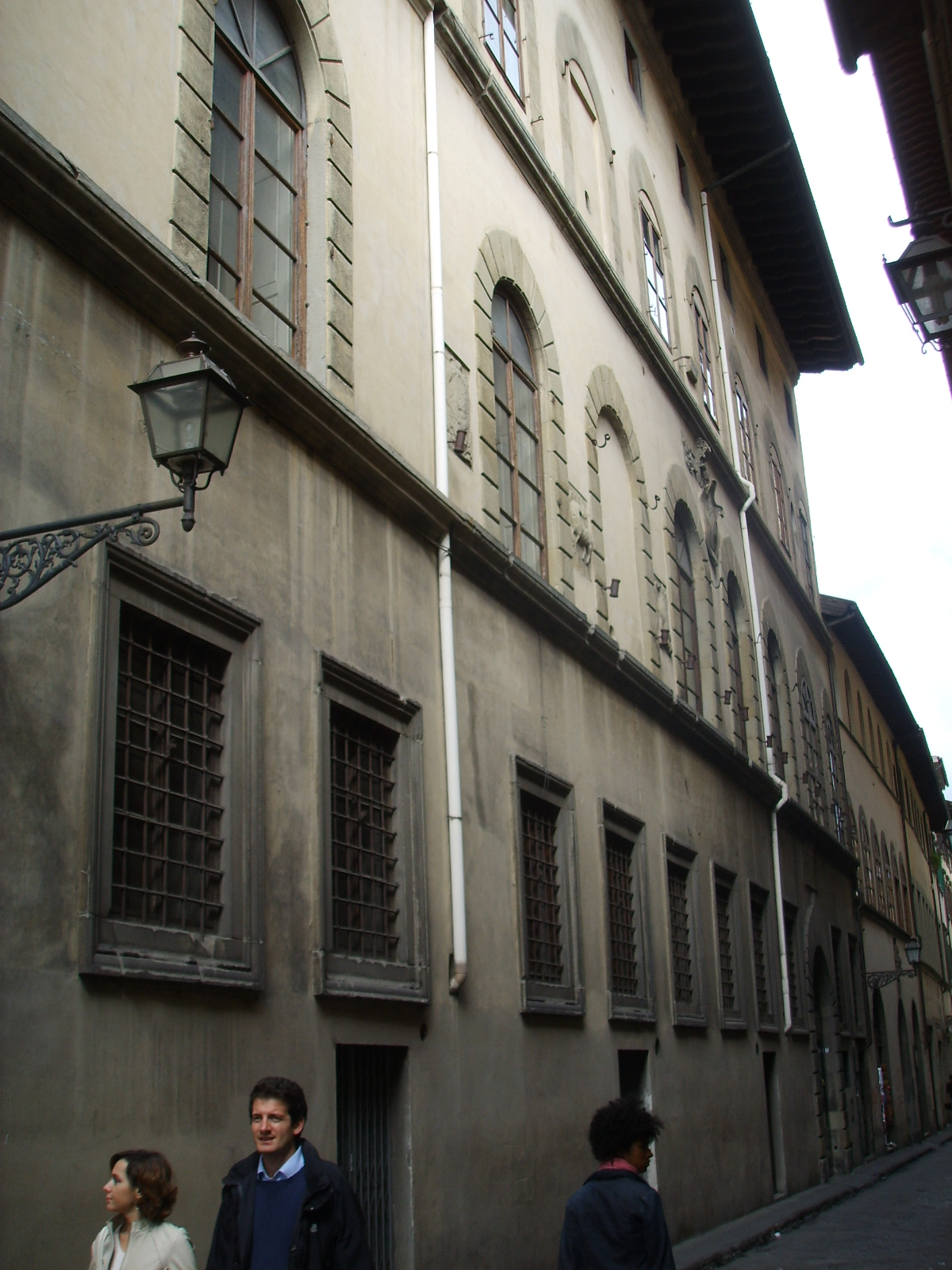
Palazzo Albizi in Florenz

Die Albizzi oder Albizi waren ein altes italienisches Adelsgeschlecht, das erstmals im Jahr 1199 urkundlich belegt ist.

## Geschichte
Im 13. und 14. Jahrhundert hatte die Familie als Anführerin der Guelfen hohe Ämter in der Republik Florenz inne. Eine herausragende Rolle spielte Piero degli Albizzi in der Zeit der Terrorherrschaft der Guelfen bis zum Aufstand der Wollkämmer (Ciompi-Aufstand) 1378, in dessen Verlauf er hingerichtet wurde.
1382 gelangte die Familie durch die Vertreibung des Diktators Salvestro de’ Medici an der Spitze einer oligarchischen Koalition erneut zur Herrschaft in der Stadt.
1393 wurde Maso degli Albizzi zum Gonfaloniere gewählt und blieb viele Jahre aufgrund seiner einflussreichen Position in der Arte della Lana bis zu seinem Tod 1417 beinahe Herr von Florenz.
Im weiteren Kampf um die Macht in Florenz mussten die Albizzi jedoch den Medici weichen: 1433 wurden bei der Wahl zur neuen Signoria überwiegend Anhänger der Albizzi (unter der Führung von Rinaldo degli Albizzi) ausgelost, so dass der Bewerber Cosimo de’ Medici zuerst inhaftiert und dann nach Urbino verbannt wurde, nachdem ein Mordversuch auf ihn misslungen war. Er widersetzte sich jedoch dem Urteil und ging nach Venedig ins Exil, von wo aus er die Geschäfte der familieneigenen Bank weiter leitete.
Unter anderem wegen einer ungerechten Steuerpolitik der Albizzi und päpstlicher Interventionen konnte Cosimo de’ Medici jedoch bereits Anfang 1434 nach Florenz zurückkehren. Die Anhänger der Albizzi wurden nun ihrerseits – diesmal ohne Mordanschläge oder Todesurteile – verbannt.
Die Albizzi unterwarfen sich den Medici und überließen ihnen die Herrschaft. Im Jahr 1508 heiratete Giovanni degli Albizzi Ginevra de’ Medici und wurde dadurch später zum Onkel jenes Lorenzino de’ Medici, der 1537 den Stadtherrn Alessandro de’ Medici ermordete.